# Falkland Orientale
Falkland Orientale (in inglese East Falkland, in spagnolo Isla Soledad) è un'isola dell'Oceano Atlantico dell'emisfero australe facente parte dell'arcipelago delle isole Falkland.
È l'isola più vasta dell'arcipelago con una superficie di 6.605 km², e la più popolata con 2.197 abitanti (secondo il censimento del 2001)  concentrati prevalentemente nella metà settentrionale.
Il punto più elevato dell'isola è il Monte Usborne a 705 metri sul livello del mare, ma generalmente la topografia è caratterizzata da presenza di basse colline e ondulazioni. Da un punto di vista geologico è costituita prevalentemente da arenaria. È separata dalla vicina Falkland Occidentale dallo Stretto di Falkland.
Il centro abitato principale è Stanley, capoluogo delle isole nonché porto fondamentale sulla costa orientale. Altri insediamenti minori sono Port Louis, Darwin, Port San Carlos, San Carlos, Salvador, Johnson's Harbour, Fitzroy, Mare Harbour e Goose Green.
La forza lavoro dell'isola è impiegata prevalentemente nella pesca, allevamenti ovini, turismo e nel settore pubblico.